# Corrie Pabst
Cornelia Johanna Pabst, más conocida como Corrie Pabst (Woerden, 12 de noviembre de 1865-Laren, 21 de noviembre de 1943) fue una pintora, acuarelista y aguafuertista neerlandesa.

## Biografía

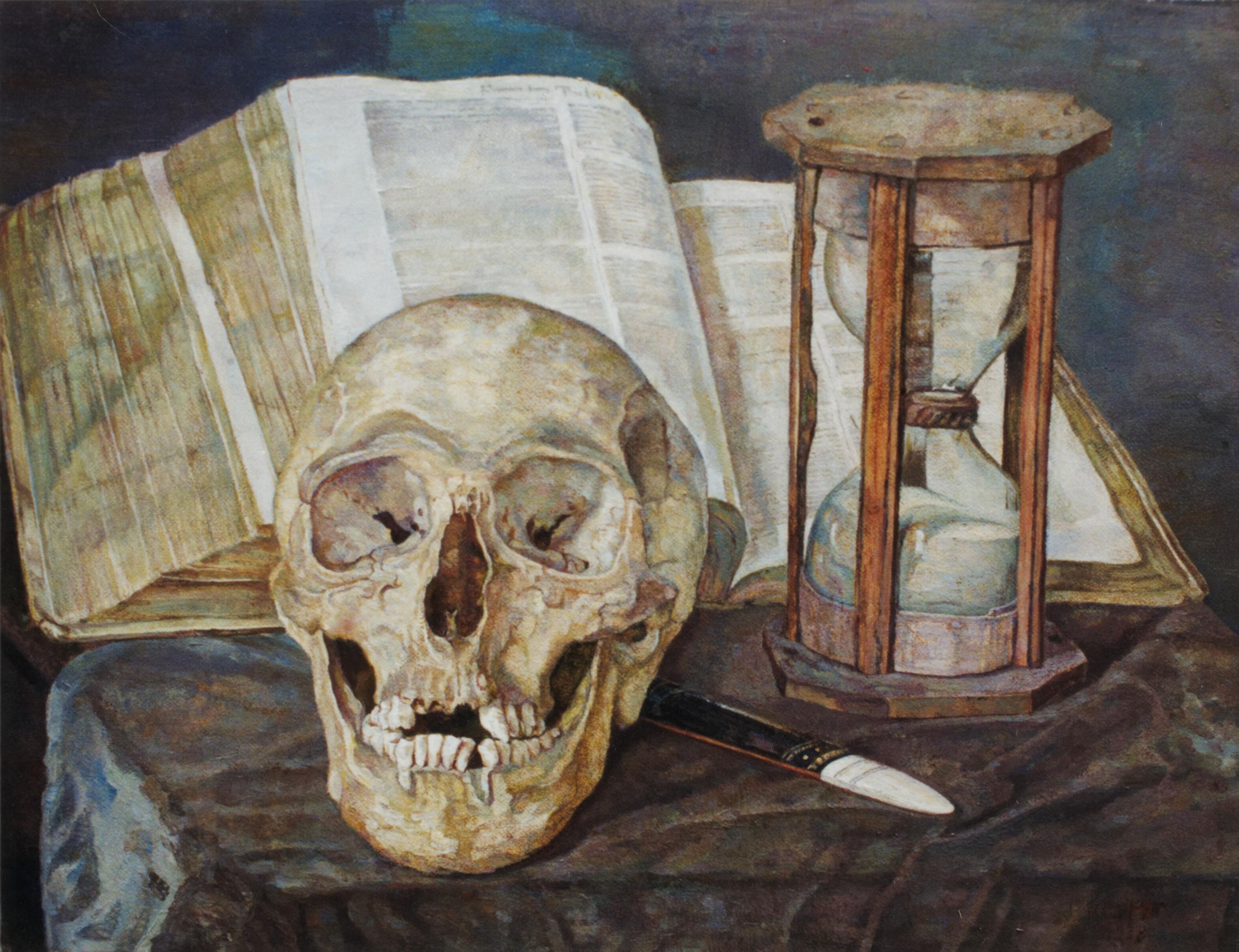
Vanitas con una calavera, un reloj de arena y un libro (1908), colección privada

Era hija del oficial del ejército Carel Fredrik Pabst y de Johanna Hasselman. Estudió en la Academia de Artes Visuales de La Haya, donde fue alumna de Henk Bremmer. Se dedicó sobre todo a los interiores, retratos, bodegones y paisajes. En 1912 se instaló en la colonia artística de Laren, donde fue miembro de la Asociación de Artistas Visuales Laren-Blaricum. Su trabajo está incluido en la colección del Rijksmuseum de Ámsterdam.
Entre sus obras destaca Vanitas con una calavera, un reloj de arena y un libro (1908, colección privada), una obra que reúne varios de los elementos más clásicos de la vanitas sobre un tapete en una mesa, con un fondo azulado.